# 沈瀛
沈瀛（1135年—?），字子寿，号竹斋，吴兴（今浙江湖州）人。
绍兴五年出生。绍兴三十年（1160年）進士及第。历官江州守（今江西九江）、江东安抚司参议。绍熙四年（1193年）为江州知州。收藏達數萬卷。卒年不詳。今传《竹斋词》一卷。《全宋诗》辑其诗一首。